# دبور ثمار التين
دبور ثمار التين أو زنبور التين (الاسم العلمي: Blastophaga psenes) من فصيلة دبابير التين: Agaonidae ورتبة غشائية الأجنحة: Hymenoptera. هذه الحشرة تقوم بتلقيح ثمار التين حيث تبيض داخل الازهار الانثى لثمار التين ولكنها قد تنقل كذلك للثمار الأمراض الفطرية.
تنتشر في العديد من الدول منها: فرنسا، الهند، اندونيسيا، إيران، فلسطين المحتلة، إيطاليا، اليابان، ماليزيا، الباكستان، الفليبين، سنغافورة، جنوب أفريقيا، تايوان، تركيا، الولايات المتحدة، أوكرانيا، روسيا، وسط اسيا...
تعاشر اشجار التين التالية:
- Ficus boninsimae
- Ficus carica
- Ficus erecta
- Ficus esquiroliana
- Ficus formosana
- Ficus idaiana
- Ficus pedunculosa
- Ficus ruficaulis
- Ficus tannoensis
- Ficus vaccinioides
- (Moraceae (caprifigs الخ...

## انواعها
إذا قام العالم السويدي كارولوس لينيوس بالإشارة إلى نوع هذه الحشرة فإن العالم الطبييعي الألمانييوهان غرافنهورست Gravenhorst عدد في 1829 27 نوع من Blastophaga ثم واصل العلماء اكتشاف أنواع أخرى 
و من أهم انواعها:
- Blastophaga modesta Wiebes,1993
- Blastophaga medusa Wiebes,1993
- Blastophaga macilentae Wiebes,1993
- Blastophaga esquirolianae Chen & Chou,1997
- Blastophaga auratae Wiebes,1993
- Blastophaga borneana Wiebes,1993
- Blastophaga compacta Wiebes,1993
- Blastophaga confusa Wiebes,1993
- Blastophaga filippina Wiebes,1993
- Blastophaga malayana Wiebes, 1993 تنتشر في ماليزيا.
- Blastophaga breviventris Mayr, 1885
- Blastophaga distinguenda Grandi 1916
- Blastophaga glabellae Hoffmeyer, 1932
- Blastophaga inopinata Grandi, 1926
- Blastophaga intermedia Grandi 1926
- Blastophaga javana Mayr 1885
- Blastophaga mayeri Mayr, 1885
- Blastophaga nipponica Grandi, 1922
- Blastophaga puncticeps Mayr, 1906
- Blastophaga quadrupes Mayr, 1885
- Blastophaga silvestriana Grandi, 1935
- Blastophaga taiwanensis Chen & Chou,1997
- Blastophaga tannoensis Chen & Chou,1997
- Blastophaga yeni Chen & Chou,1997
- Blastophaga pedunculosae Chen & Chou,1997
- Blastophaga sensillata Wiebes,1993
- Blastophaga psenes Linnaeus,1758، د بور التين الأوروبي: هذه الحشرة تستخدم في تلقيح صنف التين الازميري Smyrna حيث تنتقل الأنثى بعد إخصابها من التين كابري إلى التين الازميري لتضع بيضها داخله وبذلك تنتقل حبوب اللقاح إليه. كما أنها قد تنقل للثمار المرض المسمى Endo sepsis الناتج عن فطر Fusarium moniliforme.

ان اناث دبور التين الأوروبي لها اجنحة على عكس الذكور التي تفتقر إلى ذلك